# Marjon Hoffman
Marjon Hoffman (Amsterdam, 25 september 1971) is een Nederlandse kinderboekenschrijfster.

## Levensloop
Hoffman wist op jonge leeftijd al dat ze een creatief beroep wilde gaan doen en besloot reclamemaker te worden. Na haar middelbare school ging zij naar het Grafisch Lyceum in Amsterdam. Hierna ging ze werken als reclamemaker; ze schrijft daarnaast ook boeken. In 2003 debuteerde ze met De regels van Floor en daarnaast schreef ze vele andere boeken voor o.a. voor Leopold en Zwijssen. Twee van haar boeken werden bewerkt verfilmd. In 2015 'De Boskampi's, regie Arne Toonen en bekroond met een Cinekid Award voor beste familiefilm. In 2018 werd de boekenserie over Floor verfilmd door de VPRO. Seizoen 1 werd bekroond met de belangrijkste televisieprijs; een Emmy Kids Award.

## Boeken
- De regels van Floor (Leesleeuw)
- Floor gaat door! (Leesleeuw)
- Floor regelt een feestje
- Helemaal Floor (Ploegsma)
- De regels van Floor (Ploegsma)
- Floor gaat door! (Ploegsma)
- Floor regelt het even (Ploegsma)
- Floor gaat ervoor! (Ploegsma)
- Helemaal Floor! (Ploegsma)
- Floor, goed geregeld (Ploegsma)
- Floor breekt door (Ploegsma)
- Hoera voor Floor (Ploegsma)
- De spelregels van Floor (Ploegsma)
- De regels van Floor (Dyslectie)
- Floor denkt door (Ploegsma)
- Floor tussen de regels (Ploegsma)
- Floor schrijft strafregels (Ploegsma)
- Floor is smoor (Ploegsma)
- Floor is voor! (Ploegsma)
- Floor trekt door (Ploegsma)
- Floor breekt de regels (Ploegsma)
- Floor regelt door (Ploegsma)
- De Boskampi's, een legendarische maffiafamilie (Ploegsma)
- Mijn vreemde vriendin Hag en ik (Ploegsma)
- De dochters van sjeik Boul-Boul (Ploegsma)
- Sem = eruit! (Ploegsma)
- Sem = Super! (Ploegsma)
- Mamma mia maffia (Ploegsma)
- Waarom het leuk / stom is om een broer / zus te hebben (Ploegsma)
- Het internaat.com - Surprise!  (Ploegsma)
- Het internaat.com – Wegwezen! (Ploegsma)
- Mooi niks! (De rode rugzak) (Leopold)
- De blote vakantie (aka ‘Mooi niks!) (Leopold)
- Allemaal naar groep 1 (verhaal)  (Leopold)
- Een geheim bij de buren (Bikkel) (Zwijssen)
- Bang voor meisjes (Bikkel) (Zwijssen)
- Een doosje in het park (Leesleeuw) (Zwijssen)
- Ik wil geen bril! (Bikkel) (Zwijssen)
- Een auto voor papa (Bikkel) (Zwijssen)
- Spoken – vertaling (auteur Raina Telgemeier) (Condor)

## Scenario's
- De regels van Floor –S1 – Afl.1 Lievelings
- De regels van Floor –S1 – Afl.2 Cavia
- De regels van Floor –S1 – Afl.3 Krentenbaard
- De regels van Floor –S1 – Afl.4 Gevonden voorwerpen
- De regels van Floor –S1 – Afl.5 Klusje
- De regels van Floor –S1 – Afl.7 Mannending
- De regels van Floor –S1 – Afl.8 Gothic
- De regels van Floor –S1 – Afl.10 Security
- De regels van Floor –S1 – Afl.13 Pussycat
- De regels van Floor –S1 – Afl.15 Anders
- De regels van Floor –S2 – Afl.5 Ex
- De regels van Floor –S2 – Afl.13 Te koop
- De regels van Floor –S2 – Afl.15 Vlog
- Vaders & Moeders – S1 – Afl. 3 Dress-code
- Vaders & Moeders – S1 – Afl. 6 Koken
- Vaders & Moeders – S1 – Afl. 9 Vegan

## Privé
Hoffman is getrouwd en heeft twee dochters.